# Zehrental
Zehrental es un municipio situado en el distrito de Stendal, en el estado federado de Sajonia-Anhalt (Alemania), a una altitud de 20 metros. Su población a finales de 2015 era de unos 900 habitantes y su densidad poblacional, 12 hab/km².
Se encuentra junto a la frontera con el estado de Baja Sajonia.